# Clinostigma gronophyllum
Clinostigma gronophyllum är en enhjärtbladig växtart som beskrevs av Harold Emery Moore. Clinostigma gronophyllum ingår i släktet Clinostigma och familjen Arecaceae. Inga underarter finns listade i Catalogue of Life.